# Серхио Васкез
Серхио Васкез (23. новембар 1965) бивши је аргентински фудбалер.

## Репрезентација
За репрезентацију Аргентине дебитовао је 1991. године. Са репрезентацијом Аргентине наступао је на Светском првенству 1994. године. За тај тим је одиграо 30 утакмица.

## Статистика
| Аргентина | Аргентина | Аргентина |
| Година    | Наступи   | Голови    |
| --------- | --------- | --------- |
| 1991.     | 11        | 0         |
| 1992.     | 7         | 0         |
| 1993.     | 7         | 0         |
| 1994.     | 5         | 0         |
| Укупно    | 30        | 0         |